# 棉兰大清真寺
棉兰大清真寺，又称为马顺大清真寺（Masjid Raya Al-Mashun），位于印度尼西亚棉兰，建成于1909年。原为日里苏丹国迈蒙宫内的御寺。大寺为八角形平面，四个方向有塔楼各一座，建筑风格融合了中东、印度和西班牙元素。

## 历史

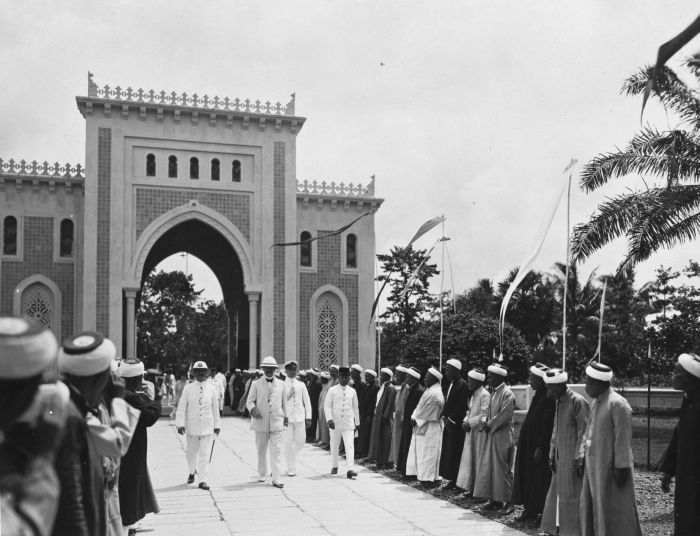
荷属东印度总督迪尔克·福克于1925年参访该寺

1906年8月21日，日里苏丹迈蒙·拉希德·佩卡萨·阿拉姆沙下令动工修建该寺，工程历时三年，于1909年9月10日主麻日完工，为其王宫迈蒙宫的御用清真寺。相比于宫殿，迈蒙苏丹更为重视清真寺的设计修建。工程资金来自苏丹国库、荷商日里公司及华商甲必丹张鸿南投资。

## 建筑
清真寺原由荷兰人特奥多尔·范埃尔普（Theodoor van Erp）设计，但因荷兰当局命范埃普参与维护婆罗浮屠，故由J·A·廷德曼（JA Tingdeman）接替。清真寺用料考究，包括意大利、德国和中国出产的大理石，以及法国彩绘玻璃。廷德曼融合摩洛哥、欧洲与中东的建筑元素，并以八角形平面设计之。八边形布局一反清真寺设计常规，其内室空间颇具特色。清真寺四角各建有一座塔楼，修有黑色高拱顶，与主穹顶相呼应。每个塔楼都设有主门，铺设阶梯，惟米哈拉布一侧除外。
清真寺分为主厅、淨洗室、入口大门和塔楼。主厅是祈祷场所，内圈另修有一圈柱廊。主厅的窗户镶有彩绘玻璃，带有19世纪与20世纪之交时的新艺术运动风格。墙壁、天花板、立柱、拱门都装饰有丰富的花草图案。外立面各边修有柱廊。这种柱廊和拱形窗的设计都体现了西班牙摩尔式建筑的特点。清真寺的穹顶以奥斯曼土耳其式穹顶为蓝本，四个塔楼各有一座小穹顶，和班达亚齐大清真寺风格近似。米哈拉布由大理石打造，攒尖圆顶。入口正门为平顶方形。宣礼塔装饰精美，融合了埃及、波斯、阿拉伯风格。

## 图册

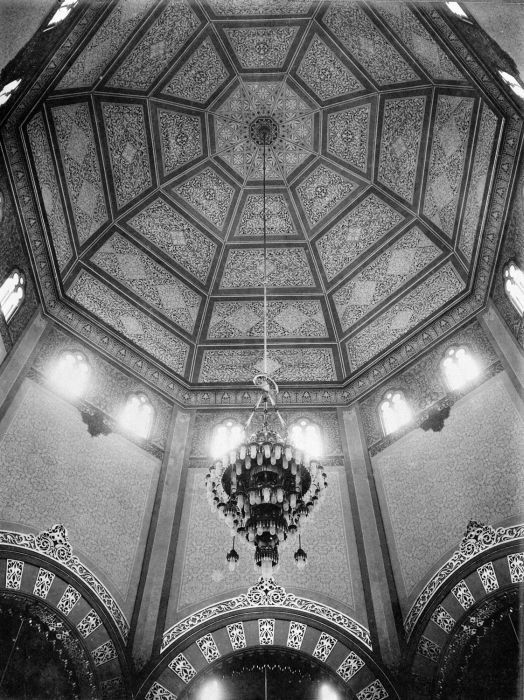
穹顶内部，摄于1910年
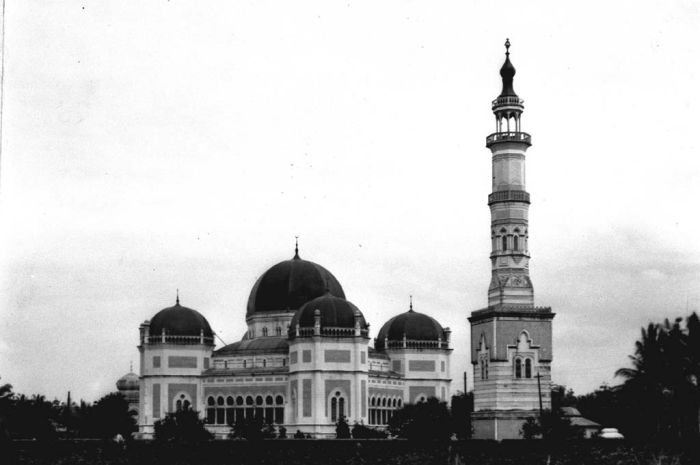
清真寺和宣礼塔，摄于1925年
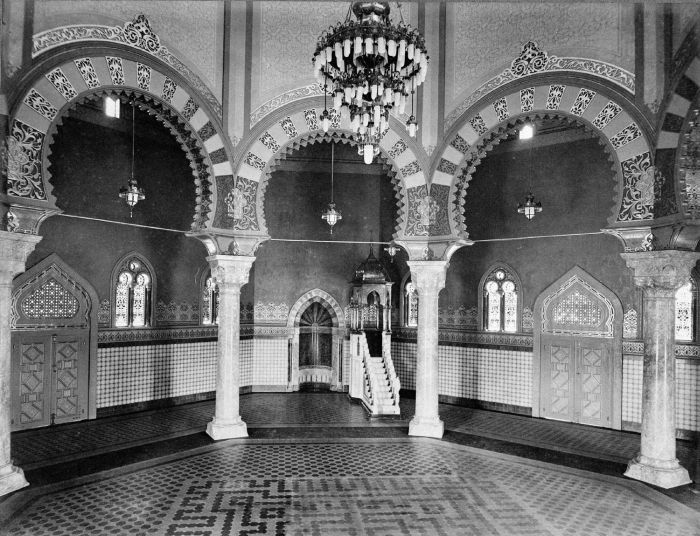
主厅的米哈拉布
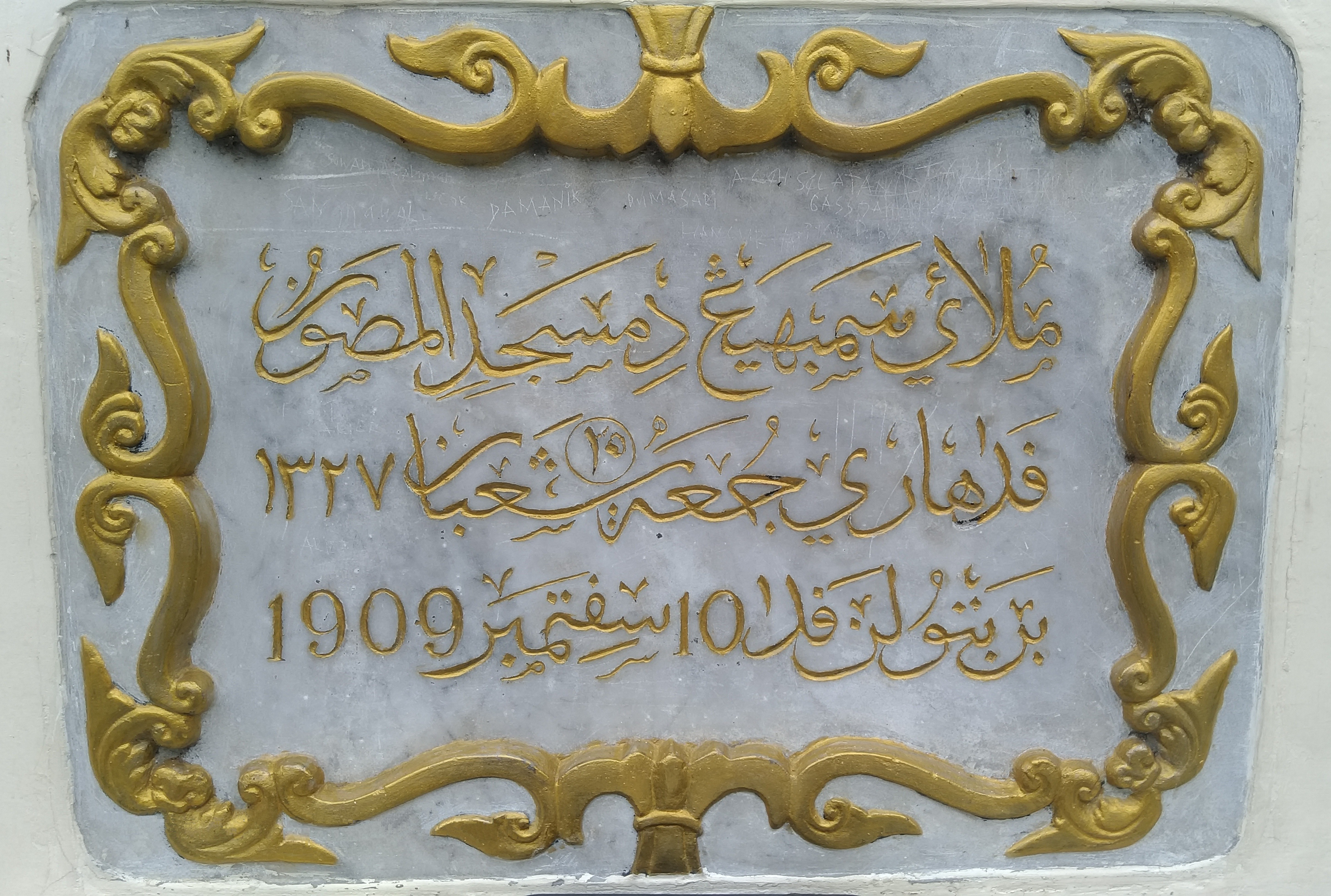
建寺碑记
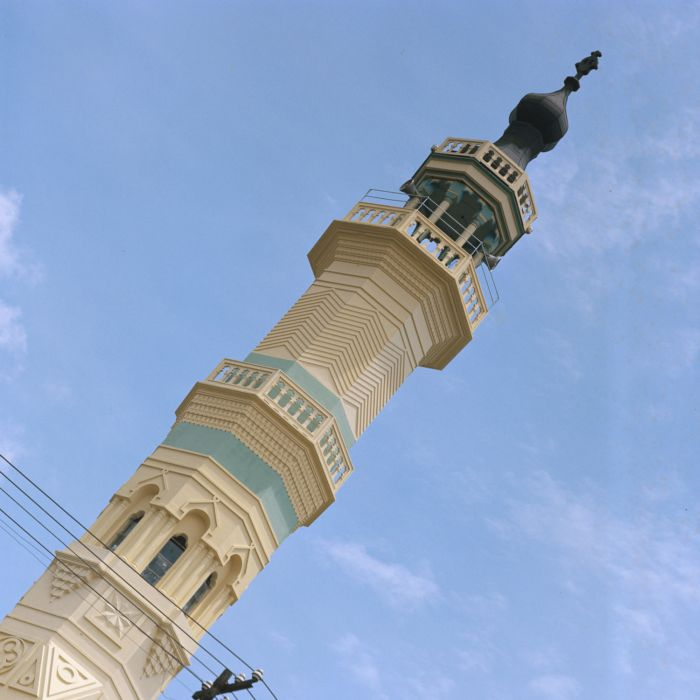
宣礼塔，摄于1971年
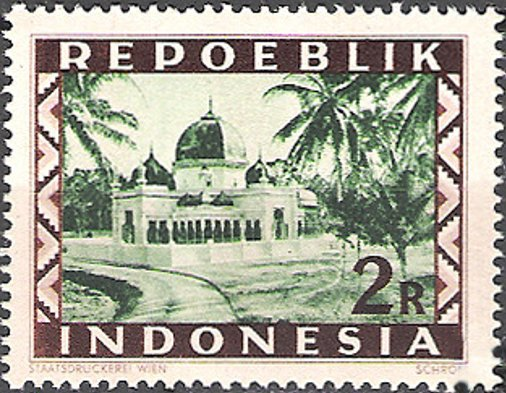
1948年印尼邮票

## 延伸阅读
- Leushuis, Emile.  [Guide historic city tours Indonesia]. Amsterdam: KIT Publishers. 2011. ISBN 9789460221620. （原始内容存档于2016-03-07） （荷兰语）.
- Tjokrosaputro, Teddy. . Jakarta: PT Andalan Media. 2011. ISBN 978-602-99731-0-5 （印度尼西亚语）.